# アローン・オン・クリスマス・デイ
「アローン・オン・クリスマス・デイ」（Alone on Christmas Day）は、ザ・ビーチ・ボーイズの未発表の楽曲である。1979年に発売が予定されていた『メリー・クリスマス・フロム・ザ・ビーチ・ボーイズ』のためにレコーディングされた。作詞作曲は、マイク・ラヴとロン・アルトバック。
2015年11月にラヴは、歌詞とアレンジを少し書きかえて、「(You'll Never Be) Alone on Christmas Day」というタイトルで発売。翌月にフェニックスによる演奏がシングルとして発売された。

## 背景
「Alone on Christmas Day」は、ザ・ビーチ・ボーイズのマイク・ラヴとピアニストのロン・アルトバックによって書かれた楽曲。楽曲についてラヴは、「僕はクリスマス・シーズン中に愛する人たちと離れ離れになる気持ちがよく分かる。周囲の人間がわいわいやってても、ものすごくメランコリーな気分になるものだから。だけどこの曲で言いたいのは、君の愛する人たちがもし君のことを思ってくれていれば、君は絶対に一人ではないということ。だからクリスマス・シーズン中にどこへ行こうと、僕らは君と一緒だよということさ」と語っている。
1979年に発売が予定されていたアルバム『メリー・クリスマス・フロム・ザ・ビーチ・ボーイズ』のためにレコーディングが行われていたが、アルバムは未完成のままお蔵入りとなった。本作のデモ音源は海賊盤で流通している。
その後、流出していたデモ音源を聴いたフェニックスがマイク・ラヴに「クリスマス特番のためにカバーしたい」と申し出て、マイク・ラヴはこれに了承。2015年9月にレコーディングが行われ、スペシャル・ゲストとしてクレジットされているビル・マーレイのほか、ポール・シェーファー、ジェイソン・シュワルツマン、バスター・ポインデクスターも参加しており、クリスマス特別番組『ビル・マーレイ・クリスマス』で使用された。フェニックスのカバー・バージョンは、同年12月4日に『ビル・マーレイ・クリスマス』の配信に合わせて7インチシングル盤として発売された。また、マイク・ラヴも歌詞とアレンジを少し書きかえて、「(You'll Never Be) Alone on Christmas Day」というタイトルで同年11月に発売した。

## シングル収録曲
| #         | タイトル                                     | 作詞 | 作曲・編曲 | 時間 |
| --------- | -------------------------------------------- | ---- | ---------- | ---- |
| 1.        | 「(You'll Never Be) Alone on Christmas Day」 |      |            | 3:45 |
| 合計時間: | 合計時間:                                    | 3:45 |            |      |

| #  | タイトル                                  | 作詞 | 作曲・編曲 |
| -- | ----------------------------------------- | ---- | ---------- |
| 1. | 「Alone on Christmas Day」                |      |            |
| 2. | 「Alone on Christmas Day (Instrumental)」 |      |            |

## チャート成績
| チャート (2015年)                         | 最高位 |
| ----------------------------------------- | ------ |
| US Holiday Digital Song Sales (Billboard) | 42     |